# Angela Denoke
Angela Denoke (Stade. Baja Sajonia, Alemania, 27 de noviembre de 1961) es una soprano alemana, una de las más importantes de su generación, en ópera, conciertos y lied.

## Biografía
Procedente de una familia de tradición musical, en su infancia estudió canto y piano junto con sus dos hermanas. Más tarde, fue alumna de la Escuela superior de Música y Teatro en Hamburgo, donde estudió canto con Ingrid Kremling.
Su primer contrato la llevó al Teatro de Ulm, de 1992 a 1996, donde se presentó como Fiordiligi (Cosi fan tutte), Donna Anna (Don Giovanni) y Agathe (Der Freischütz). Angela Denoke también cantó el papel protagonista en (Der Rosenkavalier) de Richard Strauss en el Teatro de Ulm, en una producción de Peter Pikl y bajo la batuta de James Allen Gähres, en septiembre de 1994. Esto también fue su debut como "La Mariscala". Entre 1996 y 2000 formó parte del conjunto de la Ópera de Stuttgart, cantando, entre otros, los papeles de Eva (Die Meistersinger von Nürnberg), Lisa (La dama de picas), Marie (Wozzeck), Sieglinde (Die Walküre) y La Mariscala (Der Rosenkavalier). 
En 1997 debutó en la Ópera de Viena como  La Mariscala. En 2000 siguieron Elisabeth (Tannhäuser), Tatjana (Eugenio Onegin) y Hanna Glawari (Die lustige Witwe), en 2002 Jenufa, en 2004 Marietta (Die tote Stadt), y Kundry (Parsifal), en 2007 Arabella, en 2009/2010 Salome y Lady Macbeth de Mtsensk. En el Festival de Salzburgo debutó en 1997 con Marie (Wozzeck) y en 1998 protagonizó Katia Kabanova, consiguiendo un éxito que la lanzó internacionalmente. Otros papeles importantes de su repertorio son Elsa (Lohengrin), Chrysothemis (Elektra), La hija (Cardillac) y Emilie Marty (El caso Makropulos).
Angela Denoke canta habitualmente en varios de los más importantes teatros de ópera: Metropolitan Opera (Debut: La Mariscala en 2005), Covent Garden, Bayerische Staatsoper (Debut: Salome en 2006), Semperoper, Gran Teatro del Liceo, Opera Nacional de París, Théatre du Chatelet de  París, Staatsoper de Berlín, De Nederlandse Opera, Teatro Real (Debut; Elisabeth en 2002), Ópera de Hamburgo, Ópera de San Francisco y Opera lírica de Chicago. En ópera y en concierto ha trabajado con directores como Claudio Abbado, Daniel Barenboim, Sylvain Cambreling, Christoph Eschenbach, James Allen Gähres, Hartmut Haenchen, Zubin Mehta, Ingo Metzmacher, Kent Nagano, Seiji Ozawa, Mijaíl Pletniov, Simon Rattle, Donald Runnicles, Esa-Pekka Salonen, Giuseppe Sinopoli y Christian Thielemann.